# 浅見光彦〜最終章〜
『浅見光彦〜最終章〜』（あさみみつひこ〜さいしゅうしょう〜）は、2009年10月21日から12月16日まで毎週水曜日21:00 - 21:54に、TBS系「水曜劇場」枠で放送された日本のテレビドラマ。主演は沢村一樹。

## 概要
同局で月曜日に放送されている『月曜ゴールデン』のシリーズの1つである『浅見光彦シリーズ』を連続ドラマ化したものである。
主演を務める沢村は連続ドラマ初主演作となる。
光彦役の沢村以外、2時間ドラマ版と連続ドラマ版では出演者が変更されており、陽一郎役の風間と雪江役の佐久間はこの作品後に制作された『浅見光彦シリーズ』の第29作目から第35作目まで同役を担当した。

## キャスト

### 浅見家
浅見光彦
演 - 沢村一樹
ルポライター。
浅見陽一郎
演 - 風間杜夫
光彦の兄。警察庁刑事局局長。
浅見和子
演 - 黒田知永子
陽一郎の妻。
浅見祐子
演 - 小出早織
光彦と陽一郎の妹。故人。
浅見雪江
演 - 佐久間良子
光彦と陽一郎の母。

### 警察庁
桐山道夫
演 - 田中幸太朗 （第1話 - 第7話）
刑事局刑事企画課 課長補佐。陽一郎の部下。

### その他
吉田須美子
演 - 原沙知絵
浅見家の家政婦。
藤田克夫
演 - 大和田伸也 （第1話）
旅雑誌「旅と歴史」の編集長。

### ゲスト
★（ヒロイン）
第1話「恐山・十和田湖・弘前 編」
- 藤波紹子（料理人） - 片瀬那奈 ★
- 藤波憲夫（紹子の叔父） - 前田吟
- 石井（弘前警察署 刑事） - ベンガル
- 杉田博之（龍山亭 総料理長） - 市川勇
- 水町（青森県警捜査一課 警部） - ダンカン
- 藤波真琴（紹子の母・故人） - 越智静香
- 板垣（刑事） - 瑞木健太郎
- 宮坂マツ（慶一郎の妻） - 秦由香里
- 藤波りん（瞽女） - ひがし由貴
- 宮坂慶一郎（弘前の庄屋・伸司の父） - 上杉陽一
- 宮坂伸司（龍山亭 社長） - 中山仁
- 井手啓介（料理評論家） - 山本學

第2話「伊豆天城・松島 編」
- 小林朝美（小林の娘） - 笛木優子 ★
- 小林章夫（銀行員） - 小林勝也
- 保田（下田警察署 警部） - 石井愃一
- 永井（下田警察署 刑事） - 佐藤銀平
- 黒木ゆかり - 魏涼子
- 武上清作（牡蠣養殖 社長） - 綿引勝彦

第3話「岩手遠野 編」
- 岩岡忠夫（横居家の近所の住人） - 森本レオ
- 横居マリ子（横居の妻） - 三浦理恵子
- 横居詩織（ナミの孫娘） - 佐々木麻緒 ★
- 横居ナミ（民話の語り部） - 井口恭子
- 住田貞義（横居ナミ殺害の容疑者） - 咲野俊介
- 横居真二（ナミの息子で詩織の父） - 中本賢
- 堀田正義（遠野警察署 係長） -　西田健
- 岡崎（刑事） - 梨本謙次郎

第4話「金沢 編」
- 三之宮由佳（日本舞踊「桃陰流」次期家元） - 京野ことみ ★
- 川上トキ（日本舞踊「桃陰流」家元） - 香山美子
- 高木（金沢中央警察署 部長刑事） - 石井正則
- 大戸世志子（日本舞踊「桃陰流」高弟） - 増子倭文江
- 大戸清  (謎の男 大戸世志子の弟) - 佐藤誓
- 三好（金沢中央警察署 刑事） - 大柴隼人
- 小川イネ（トキの実母） - 三條美紀
- 三之宮志乃（売店勤務・由佳の母） - 大空眞弓

第5話「京都・近江 編」
- 吉村奈美江（陶芸家 春夫の妻） - 横山めぐみ
- 前田由香里（観光協会の企画開発担当） - いとうあいこ ★
- 川上（滋賀県警 警部） - 渡辺正行
- 鶴見（大津北警察署 刑事） - 猪野学
- 前田恭子（由香里の姉） - 美緒
- 吉村春夫（恭子のゼミの教授 奈美江の夫） - 鶴見辰吾

第6話「木曽 編―浅見家の悲劇（前編）―」、第7話「木曽 編―浅見家の悲劇（後編）―」
- 森村香菜（浅見祐子の高校時代からの親友） - 森脇英理子 ★
- 木藤幸司（池田の木曽南高校時代の同級生） - 斉藤祥太
- 正法寺美也子（浅見祐子の高校時代からの親友） - 奥田恵梨華
- 池田博之（スナック店主） - 米村亮太朗
- 田部敏夫（木曽警察署 刑事） - 石井テルユキ
- 野上茂雄（木曽警察署 刑事） - 柴俊夫
- 石川（長野県警 警部） - 千原せいじ（第6話のみ）

第8話「エキゾチック横浜 編」
- 谷本咲江（岡松物産 会長） - 市毛良枝
- 山名めぐみ（横浜米テレビのレポーター） - 前田愛 ★
- 多田（神奈川県警 刑事） - 相島一之
- 谷本清（咲江の甥） - 飯田基祐
- ホテルの清掃員 - 宮地雅子
- 山名恵一（岡松物産 庶務課長・めぐみの父） - 加門良
- 秀麗の紳士（ピアニスト） - 東儀秀樹
- 山名雄三（浅見雪江の竹馬の友） - 津川雅彦

最終話「草津・軽井沢 編」
- 野沢光子（浅見光彦の幼馴染） - 星野真里（幼少期：松本春姫） ★
- 宮田治夫（浅見光彦の幼馴染・「パンの森・ミヤタ」店長） - 吹越満（幼少期：渡邉奏人）
- 山崎（群馬県警捜査一課 警部） - 天野ひろゆき（キャイ〜ン）
- 野沢和幸（光子の父） - 鶴田忍
- 山崎みゆき（ギャラリー白樺 店員） - 山下裕子
- 長峰茂之（群馬県警草津警察署 刑事） - 岡田浩暉
- 橋田亮介（群馬県警草津警察署 刑事） - 山本龍二
- 柴山武司（軽井沢の名士） - 清水綋治

## スタッフ
- 原作 - 内田康夫
- 脚本 - 石原武龍、川嶋澄乃、友澤晃一
- 演出 - 佐々木章光、村上牧人、冨塚博司、藤尾隆
- 主題歌 - 馬場俊英「明日に咲く花」（ワーナーミュージック・ジャパン）
- プロデューサー - 矢口久雄（テレパック）
- 製作 - テレパック・TBS

## 放送日程
- 初回は2時間スペシャル（21:00 - 22:48）。

| 各話                                                          | 放送日         | サブタイトル                   | 原作                        | ヒロイン     | 脚本     | 演出       | 視聴率 |
| ------------------------------------------------------------- | -------------- | ------------------------------ | --------------------------- | ------------ | -------- | ---------- | ------ |
| 第1話                                                         | 2009年10月21日 | 恐山・十和田湖・弘前 編        | 恐山殺人事件                | 片瀬那奈     | 石原武龍 | 佐々木章光 | 10.9%  |
| 第2話                                                         | 2009年10月28日 | 伊豆天城・松島 編              | 天城峠殺人事件              | 笛木優子     | 川嶋澄乃 | 村上牧人   | 07.0%  |
| 第3話                                                         | 2009年11月04日 | 岩手遠野 編                    | 鄙の記憶                    | 佐々木麻緒   | 友澤晃一 | 村上牧人   | 12.2%  |
| 第4話                                                         | 2009年11月11日 | 金沢 編                        | 伊香保殺人事件              | 京野ことみ   | 友澤晃一 | 冨塚博司   | 08.0%  |
| 第5話                                                         | 2009年11月18日 | 京都・近江 編                  | 須磨明石殺人事件            | いとうあいこ | 川嶋澄乃 | 冨塚博司   | 06.7%  |
| 第6話                                                         | 2009年11月25日 | 木曽 編 ―浅見家の悲劇（前編）― | 後鳥羽伝説殺人事件          | 森脇英理子   | 石原武龍 | 村上牧人   | 06.7%  |
| 第7話                                                         | 2009年12月02日 | 木曽 編 ―浅見家の悲劇（後編）― | 後鳥羽伝説殺人事件          | 森脇英理子   | 石原武龍 | 村上牧人   | 06.9%  |
| 第8話                                                         | 2009年12月09日 | エキゾチック横浜 編            | 横浜殺人事件                | 前田愛       | 友澤晃一 | 藤尾隆     | 06.7%  |
| 最終話                                                        | 2009年12月16日 | 草津・軽井沢 編                | 「首の女（ひと）」 殺人事件 | 星野真里     | 石原武龍 | 村上牧人   | 07.4%  |
| 平均視聴率 8.1%（視聴率はビデオリサーチ調べ、関東地区・世帯） |                |                                |                             |              |          |            |        |